# Hans De Clercq
Hans De Clercq (Deinze, 3 maart 1969) is een voormalig Belgisch wielrenner.

## Biografie
De Clercq werd profwielrenner in 1993 bij Lotto, maar vertrok het jaar erop naar Palmans, waar hij zeven jaar zou blijven. Zoals veel coureurs van kleinere Belgische teams was De Clercq vooral actief in kleinere Belgische wedstrijden en criteriums. Na zeven jaar, één overwinning (een etappe in de Circuit Franco-Belge) en een aantal ereplaatsen kreeg hij in 2001 opnieuw een contract bij Lotto aangeboden. Hij won in zijn eerste seizoen meteen de Classic Haribo en een rit in de Vierdaagse van Duinkerke en werd bovendien tweede in Kuurne-Brussel-Kuurne. De Clercq was echter voornamelijk actief als helper voor andere renners. Tweemaal reed hij de Ronde van Frankrijk en in 2003 werd hij daarin laatste, en kreeg hij de Rode lantaarn. Aan het eind van 2004 zette hij een punt achter zijn loopbaan, maar hij werkt nog steeds in het wielrennen. Na het terugtreden van de Belgische bondscoach, José De Cauwer, kondigde De Clercq aan beschikbaar te zijn als opvolger, maar de wielerbond koos voor Carlo Bomans. Hans De Clercq is sinds 2006 ook wedstrijdleider van de Pro Tour-wedstrijd Gent-Wevelgem en is ook in 2007 begonnen als ploegleider van de veldritploeg Sunweb-ProJob. Momenteel werkt hij ook als co-commentator bij wielerwedstrijden op EXQI Sport. In 2011 werd hij ploegleider bij Topsport Vlaanderen-Mercator.

## Overwinningen
1990
- Vlaamse Pijl

1992
- 1e etappe Circuit Franco-Belge
- 4e etappe Deel B Ronde van West-Vlaanderen
- Eindklassement Ronde van West-Vlaanderen

1994
- Aartrijke
- Wetteren

1995
- De Haan

1997
- GP Raf Jonckheere

1998
- Bellegem
- 2e etappe Circuit Franco-Belge

1999
- Affligem

2000
- Brussel-Ingooigem

2001
- Classic Haribo
- 2e etappe Driedaagse van De Panne

## Resultaten in voornaamste wedstrijden
| Jaar | Ronde van Italië | Ronde van Frankrijk | Ronde van Spanje |
| ---- | ---------------- | ------------------- | ---------------- |
| 1993 |                  |                     |                  |
| 1995 |                  |                     |                  |
| 1996 |                  |                     |                  |
| 1997 |                  |                     |                  |
| 1998 |                  |                     |                  |
| 1999 |                  |                     |                  |
| 2000 |                  |                     |                  |
| 2001 | 126e             |                     |                  |
| 2002 |                  | 145e                |                  |
| 2003 |                  | 147e (laatste) (*)  |                  |
| 2004 |                  |                     |                  |

| Jaar | Milaan-San Remo | Gent-Wevelgem | Ronde van Vlaanderen | Parijs-Roubaix | Amstel Gold Race | Dwars door Vlaanderen | Parijs-Brussel |
| ---- | --------------- | ------------- | -------------------- | -------------- | ---------------- | --------------------- | -------------- |
| 1993 |                 |               | 96e                  |                |                  |                       | 29e            |
| 1995 |                 |               |                      |                |                  |                       | 103e           |
| 1996 |                 | 84e           | 83e                  |                |                  |                       |                |
| 1997 |                 | 69e           | 58e                  |                |                  | Brons                 |                |
| 1998 |                 | 56e           | 48e                  |                |                  | 48e                   |                |
| 1999 |                 |               | 28e                  |                |                  | 13e                   | 29e            |
| 2000 |                 | 23e           | 44e                  |                | 100e             | 14e                   | 54e            |
| 2001 |                 |               | 19e                  | 23e            |                  | 34e                   | 66e            |
| 2002 |                 | 13e           | 33e                  | 12e            |                  | 60e                   | 80e            |
| 2003 | 101e            |               |                      |                |                  |                       |                |
| 2004 |                 | 42e           |                      |                |                  | 64e                   | 17e            |